# Pipa (instrument)
Pour les articles homonymes, voir Pipa.
Le pípa (chinois : 琵琶 ; pinyin : pípa) est un instrument de musique à cordes pincées traditionnel chinois de la famille du luth et du oud. Le nom de cet instrument apparaît pour la première fois dans des textes datant du IIe siècle av. J.-C.. Le pipa, l’un des instruments chinois les plus populaires, est joué depuis près de deux mille ans. Parfois appelé « luth chinois », l'instrument possède un corps en bois en forme de poire, ainsi que 12 à 31 frettes.  
Plusieurs instruments sont dérivés du pipa, notamment le bipa coréen e et le đàn tỳ bà vietnamien. Une autre forme dérivée japonaise s'appelle le biwa. Sa forme plus petite, soprano, est le liuqin, luth chinois à 4 cordes pincées. De ces différents dérivés,  le bipa est le moins répandu. 
L'instrument, sous sa forme de poire, existée probablement en Chine depuis la dynastie Han.  Bien que  le terme pipa ait toujours été utilisé pour désigner une variété de cordophones pincés, son utilisation, depuis la dynastie Song, concerne exclusivement l'instrument en forme de poire. 
Le bibacier (arbre à biba), également appelé néflier du Japon en Occident, tire son nom du chinois pípá guǒ 琵琶果, signifiant fruit [en forme de] pípá (琵琶). La graphie chinoise de l'arbre a ensuite changé tout en remplaçant la clé des deux pièces de jades utilisé pour les instruments à cordes (珏) par celle du bois destiné aux arbres (木) la prononciation de l'instrument y est conservée ; pípá 枇杷.

## Description
C'est un instrument à quatre cordes (originellement en soie, actuellement généralement en métal ou nylon) dont la caisse taillée dans une calebasse monoxyle de bois dur est en forme de poire aplatie, portant souvent gravés dans le dos des bas-reliefs, ou des incrustations de nacre. Son manche très court se termine par un chevillier courbé. L'instrument est doté de  frettes, en deux groupes : frettes xiang 相 sur le manche et frettes pin 品 collées sur la table d'harmonie ; leurs nombres ont varié au cours du temps, de 4 xiang et 10 pin sous les Ming, jusqu'aux respectivement 6 et 24 qui aujourd'hui offrent une grande étendue chromatique.

## Jeu
Depuis la dynastie des Tang (618-907), le pipa a gardé sa popularité en tant qu'instrument soliste et de musique d'ensemble. La technique de jeu est caractérisée par une grande dextérité permettant des effets virtuoses à caractère descriptif. On combine les trémolos obtenus par roulement des cinq doigts, les pizzicatos, le jeu des harmoniques, les bruits...
L'accord de base est La-Ré-Mi-La. La notation pour le pipa combine des symboles pour diapason (système gongche) avec des signes abrégés pour des techniques de doigts particulières.

## Taijiquan
"Jouer du pipa" est un mouvement de la forme Yang du Tai chi, dont le geste s'apparente à la posture du musicien. Il apparaît à deux reprises dans la première partie de la forme (la Terre).